# 1115 в Україні

## Події
- 2 травня, друге перенесення мощей Бориса і Гліба
- князь сіверський Всеволод Ольгович

## Особи

### Померли
- 1 серпня Олег Святославич (Гореславич) (1053—1115) — князь володимирський (1074/1077—1077), тмутороканський (1083—1094), чернігівський (1094—1096) і сіверський (1097—1115).

## Засновані, зведені
- Ольшаниця